# 障害の社会モデル

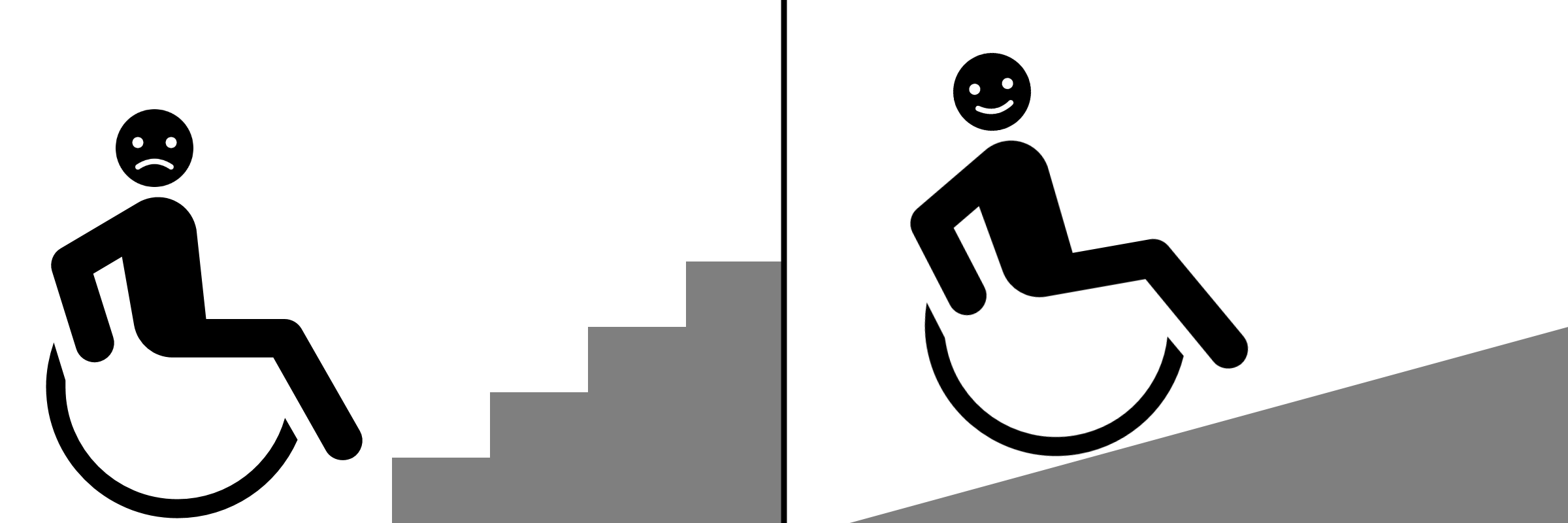

障害の社会モデルは、障害を個人の特性ではなく、おもに社会によって作られたものとみなす考え方。
障害者の生活に不自由があるのは制度的障壁や偏見、社会的排除のためであるという立場を取る。障害の社会モデルが出てくる以前は、障害の医学モデルという見方が主流であった。医学モデルでは障害を個人の問題としてとらえ、心身の機能を「正常」に近づけることで回復を目指すべきと考える。しかし身体や感覚、知能、精神のはたらきが人と違っても、それが障害に直結するとはかぎらない。社会の側が違いを考慮し、さまざまなニーズに合わせた環境を用意していれば、心身の機能が違っても不自由なく生活できると考えられるからである。
障害の社会モデルは社会によって作られた制約に着目し、障害者のニーズに対して公平な社会的・構造的支援が提供されているかどうかを問題にする。たとえば階段を上ることができない人に対し、医学モデルではその人の身体機能を修正して階段を上れるようにしようと考えるが、社会モデルでは階段のかわりに車椅子で上りやすいスロープをつけるなどして、階段を上らなくていい環境を整備しようと考える。階段を上れないという機能的障害が消えるわけではないが、社会の側が変われば、それはもはや生活上の障害ではなくなる。階段をいっさい上らなくても、目的地に問題なく到達できるからである。

## 歴史

### 障害者の権利運動
障害と社会との関わりを見ようとする動きの萌芽は1970年代以前から見られた。英国の政治家で障害者権利運動家であるアルフ・モリスは、1969年に次のように述べている。
〔障害者の権利についての〕私の法案が発表されると、治らない病気や障害を抱えた人々に対してどのような改善を考えているのかとみなさんから聞かれました。やはりアクセスの問題から始めるのが最善であるように思います。私はこう説明しました。障害のある人々に課される、重大で不当な社会的ハンディキャップを取り除きたいのだと。障害者本人だけでなく、その家族や友人も同様に苦しめられています。役所や美術館、博物館、大学といった場所からの排除だけが問題ではありません。居酒屋やレストラン、劇場や映画館などの娯楽施設へのアクセスも奪われています。……社会が障害者を別の生物であるかのように扱うのをやめさせたいと我々は願っているのです。
障害の社会モデルの歴史は、障害者の権利運動の歴史とともに始まった。1970年頃、北米の社会学者、障害者、障害に関する政治団体を含むさまざまなグループが、医学のレンズを通じて障害を見る立場から距離を置きはじめた。治療的観点のかわりに、社会的な抑圧、人権、アクセシビリティといった話題が取り上げられるようになった。こうした視点の変化はやがて、障害は社会的な構築物であるという考え方につながっていく。
1975年には、隔離に反対する身体障害者連盟という英国の団体が次のような声明を出した。「我々から見れば、身体にインペアメントのある人々を障害者たらしめているのは社会なのである。障害は、我々の身体的インペアメントの上に課された重荷である。我々は不当に社会参加から排除され、孤立させられているのだ」。これは障害の社会的解釈、または社会的定義として広く知られるようになった。

### マイク・オリバー
1983年、上記のような思想の発展を受けて、障害学者のマイク・オリバーが障害の社会モデルという言葉を考案した。オリバーはとくに、個人モデルに対しての社会モデルという立場を重視していた。1990年の著書『障害の政治』は、社会モデルという認識を広めた大きなきっかけとして広く引用されている。ただし、この本のなかで障害の社会モデルに言及されているのはわずか3ページである。

### 概念の広がり
障害の社会モデルの概念はオーストラリアや英国、米国など各国の研究者や活動家により普及・発展し、身体障害者だけでなく学習障害や知的障害、精神や行動に関する困難を抱える人々にも広く適用されるようになった。

## 考え方
社会モデルの根底にあるのは、平等の概念である。平等を求める闘いは、他の社会的に周縁化された集団の闘いとよく比較される。権利の平等とは一般に、自分で意思決定する力と、人生を存分に生きられる機会をひとしく保障することと考えられている。障害者の権利運動の有名なスローガンは「私たち抜きに私たちのことを決めるな」である（これは他の社会運動でも使われている）。
障害の社会モデルが求めるのは、社会の側の変化である。以下のようにまとめることができるだろう。
- 態度。たとえば特定の精神的特徴や行動に対してポジティブな態度をとること。また障害者の生活の質が低くていいと見なさないこと。
- 社会的支援。たとえば障壁を乗り越えるためのリソースや援助、平等なアクセス実現のための積極的是正措置など。具体的には自閉の従業員に対して職場の慣習を明示的に説明することなどが考えられる。
- 情報。情報提供のフォーマット（例：点字）、レベル（例：平易な言葉を使う）、範囲（例：当たり前に思えることも丁寧に説明する）をニーズに合わせて適切に調節すること。
- 設計と構造。建物にスロープやエレベーターを設置するなど。
- 柔軟な働き方。昼夜のサイクルが周囲と合わない人のためにフレキシブルな就業時間を設定するなど[17]。

### 適用範囲
社会モデルの概念は、障害の包括的な理論として提唱されたわけではない。マイク・オリバーにとってこの用語は、障害に対する世の中の見方を変えていくための出発点だった。障害者の状況や経験を完璧に説明する理論というよりも、むしろ障害者の暮らしを良くするためのツールという側面が強かったと言える。
社会モデルの概念が障害の苦労を軽視することにつながるのではないかという批判もある。また障害者のあいだの違いが充分に捉えられていない点も懸念されている。障害者にもさまざまな年齢やジェンダー、人種、性的指向の人がおり、けっして一枚岩ではない点に留意する必要がある。

## 障害とアイデンティティ
20世紀後半から21世紀初頭にかけて、障害の社会モデルは英国を中心に、障害者のアイデンティティに関わる運動へと発展していった。
障害の社会モデルから見ると、ある人を「治そう」「正常にしよう」という態度は、それ自体が障害者への差別や偏見をはらむ可能性がある。そうした態度の背後には医学モデルや健常者中心の価値観が想定されるわけだが、つねに「治そう」とされることで、障害当事者の自己肯定感が下がり（自分は治さなければならない存在なのだ、他の人より劣っているのだ）、社会的排除が強まる恐れがある。そのため一部の障害者コミュニティでは「治療」に抵抗し、独自の文化やユニークな能力を大事にしようという動きが進められてきた。たとえば、ろう者のコミュニティでは手話に価値が置かれており、本人の同意なく幼児期に人工内耳を付けることに反対する議論もある。また自閉の人々にとって、周囲から「変」だと言われる行動が実は大事な役目を果たしていることもある。無理にみんなに合わせるよりも、社会の側が違いを受容し、異なるニーズや目標に対応すべきであると自閉者は言う。精神疾患の人のなかにも、疾患を治療するのではなく違いとして受け止めてほしいという声がある。こうした声を受けて、治療者の側にも生物・心理・社会モデルという統合的な見方が出てきている。
社会モデルの文脈のなかで、ニューロダイバーシティという言葉が様々な精神障害者の権利を守るために使われるようになった。もともとは自閉者の権利運動から生まれた言葉だが、自閉だけでなくADHD（注意欠陥・多動性障害）や特異性学習障害、コミュニケーション障害、知的障害、トゥレット症候群などの神経発達症群、また各種の精神疾患やパーソナリティ障害なども広く包含する言葉となっている。
社会モデルはまた、障害者とされる人々に能力や価値がないという社会的価値観や偏見から、優生学のような差別的実践が生まれたことを問題にする。実際、ホロコーストの最初期の犠牲者には、政治的な敵対者や同性愛者と共に、20万人以上の障害者が含まれていた。